# Dafne Schippers
Dafne Schippers (ur. 15 czerwca 1992 w Utrechcie) – holenderska lekkoatletka, wieloboistka i sprinterka.

## Kariera
Kilka miesięcy przed swoimi osiemnastymi urodzinami zdobyła złoty medal seniorskich mistrzostw kraju w hali – w biegu na 60 metrów. W 2010 roku została mistrzynią świata juniorów w siedmioboju, podczas tych zawodów biegła także na pierwszej zmianie holenderskiej sztafety 4 × 100 metrów, która zdobyła brązowe medale mistrzostw. W 2011 zdobyła mistrzostwo Europy juniorów w siedmioboju. Złota medalistka mistrzostw kraju w różnych konkurencjach. W 2011 zajęła drugie miejsce w plebiscycie na wschodzącą gwiazdę europejskiej lekkoatletyki organizowanym przez European Athletics.
W 2012 została w Helsinkach wicemistrzynią Europy w biegu sztafetowym 4 × 100 metrów. W 2013 zdobyła złoto w biegu na 100 metrów i brąz w skoku w dal podczas młodzieżowych mistrzostw Europy. W tym samym roku sięgnęła po brąz mistrzostw świata w Moskwie oraz zajęła drugie miejsce w plebiscycie na wschodzącą gwiazdę europejskiej lekkoatletyki organizowanym przez European Athletics. W 2014 zdobyła dwa złote medale w biegach sprinterskich podczas mistrzostw Europy w Zurychu. 
Mistrzyni świata w biegu na 200 metrów z 2015 roku, wicemistrzyni świata na 100 metrów. W obu przypadkach ustanowiła rekordy kraju a na dystansie 200 metrów poprawiła rekord Europy należący od 1979 roku do Marity Koch.
W marcu 2016 zdobyła srebro w biegu na 60 metrów podczas halowych mistrzostw świata. W tym samym roku dwukrotnie stawała na najwyższym stopniu podium na mistrzostwach Europy oraz została wicemistrzynią olimpijską na dystansie 200 metrów. W 2017 startowała na mistrzostwach świata w Londynie, podczas których zdobyła złoto w biegu na 200 metrów oraz brąz na dwa razy krótszym dystansie.
Złota medalistka mistrzostw kraju w różnych konkurencjach. Najlepsza lekkoatletka Europy w 2014 i 2015 roku.

## Igrzyska olimpijskie
| Miejsce | Dzień       | Rok  | Miejscowość    | Konkurencja        | Wynik    | Strata    | Zwycięzca         |
| ------- | ----------- | ---- | -------------- | ------------------ | -------- | --------- | ----------------- |
| 11.     | 4 sierpnia  | 2012 | Londyn         | Siedmiobój         | 6324 pkt | – 631 pkt | Jessica Ennis     |
| 6.      | 10 sierpnia | 2012 | Londyn         | sztafeta 4 × 100 m | 42,70 s  | + 1,88 s  | Stany Zjednoczone |
| 5.      | 13 sierpnia | 2016 | Rio de Janeiro | bieg na 100 m      | 10,90 s  | + 0,19 s  | Elaine Thompson   |
| srebro  | 17 sierpnia | 2016 | Rio de Janeiro | bieg na 200 m      | 21,88 s  | + 0,10 s  | Elaine Thompson   |
| 10.     | 18 sierpnia | 2016 | Rio de Janeiro | sztafeta 4 × 100 m | 42,78 s  | –         | Stany Zjednoczone |
| 17.     | 2 sierpnia  | 2021 | Tokio          | bieg na 200 m      | 23,03 s  | –         | Elaine Thompson   |

## Mistrzostwa świata
| Miejsce | Dzień       | Rok  | Miejscowość | Konkurencja        | Wynik    | Strata    | Zwycięzca               |
| ------- | ----------- | ---- | ----------- | ------------------ | -------- | --------- | ----------------------- |
| 9.      | 1 września  | 2011 | Daegu       | bieg na 200 m      | 22,92 s  | –         | Veronica Campbell-Brown |
| 8.      | 4 września  | 2011 | Daegu       | sztafeta 4 × 100 m | 43,44 s  | –         | Stany Zjednoczone       |
| brąz    | 13 sierpnia | 2013 | Moskwa      | Siedmiobój         | 6477 pkt | – 109 pkt | Hanna Melnyczenko       |
| 12.     | 18 sierpnia | 2013 | Moskwa      | sztafeta 4 × 100 m | 43,26 s  | –         | Jamajka                 |
| srebro  | 24 sierpnia | 2015 | Pekin       | bieg na 100 m      | 10,81 s  | + 0,05 s  | Shelly-Ann Fraser       |
| złoto   | 28 sierpnia | 2015 | Pekin       | bieg na 200 m      | 21,63 s  | –         | –                       |
| NF.     | 29 sierpnia | 2015 | Pekin       | sztafeta 4 × 100 m | –        | –         | Jamajka                 |
| brąz    | 6 sierpnia  | 2017 | Londyn      | bieg na 100 m      | 10,96 s  | + 0,11 s  | Tori Bowie              |
| złoto   | 11 sierpnia | 2017 | Londyn      | bieg na 200 m      | 22,05 s  | –         | –                       |
| 8.      | 12 sierpnia | 2017 | Londyn      | sztafeta 4 × 100 m | 43,07 s  | + 1,25 s  | Stany Zjednoczone       |
| NS      | 29 września | 2019 | Doha        | bieg na 100 m      | –        | –         | Shelly-Ann Fraser       |

## Mistrzostwa Europy
| Miejsce | Dzień       | Rok  | Miejscowość | Konkurencja        | Wynik   | Strata   | Zwycięzca        |
| ------- | ----------- | ---- | ----------- | ------------------ | ------- | -------- | ---------------- |
| 5.      | 30 czerwca  | 2012 | Helsinki    | bieg na 200 m      | 23,53 s | + 0,48 s | Marija Riemień   |
| srebro  | 1 lipca     | 2012 | Helsinki    | sztafeta 4 × 100 m | 42,80 s | + 0,29 s | Niemcy           |
| złoto   | 13 sierpnia | 2014 | Zurych      | bieg na 100 m      | 11,12 s | –        | –                |
| złoto   | 15 sierpnia | 2014 | Zurych      | bieg na 200 m      | 22,03 s | –        | –                |
| NF.     | 17 sierpnia | 2015 | Zurych      | sztafeta 4 × 100 m | –       | –        | Wielka Brytania  |
| złoto   | 8 lipca     | 2016 | Amsterdam   | bieg na 100 m      | 10,90 s | –        | –                |
| złoto   | 10 lipca    | 2016 | Amsterdam   | sztafeta 4 × 100 m | 42,04 s | –        | –                |
| brąz    | 7 sierpnia  | 2018 | Berlin      | bieg na 100 m      | 10,99 s | + 0,14 s | Dina Asher-Smith |
| srebro  | 11 sierpnia | 2018 | Berlin      | bieg na 200 m      | 22,14 s | + 0,25 s | Dina Asher-Smith |
| srebro  | 12 sierpnia | 2018 | Berlin      | sztafeta 4 × 100 m | 42,15 s | + 0,27 s | Wielka Brytania  |

## Halowe mistrzostwa świata
| Miejsce | Dzień    | Rok  | Miejscowość | Konkurencja  | Wynik  | Strata   | Zwycięzca               |
| ------- | -------- | ---- | ----------- | ------------ | ------ | -------- | ----------------------- |
| 10.     | 11 marca | 2012 | Stambuł     | bieg na 60 m | 7,25 s | –        | Veronica Campbell-Brown |
| 10.     | 9 marca  | 2014 | Sopot       | bieg na 60 m | 7,18 s | –        | Shelly-Ann Fraser       |
| srebro  | 19 marca | 2016 | Portland    | bieg na 60 m | 7,04 s | + 0,02 s | Barbara Pierre          |
| 5.      | 2 marca  | 2018 | Birmingham  | bieg na 60 m | 7,10 s | + 0,13 s | Murielle Ahouré         |

## Halowe mistrzostwa Europy
| Miejsce | Dzień   | Rok  | Miejscowość | Konkurencja  | Wynik  | Strata   | Zwycięzca      |
| ------- | ------- | ---- | ----------- | ------------ | ------ | -------- | -------------- |
| 11.     | 5 marca | 2011 | Paryż       | bieg na 60 m | 7,30 s | –        | Ołesia Powch   |
| 4.      | 3 marca | 2013 | Göteborg    | bieg na 60 m | 7,14 s | + 0,04 s | Marija Riemień |
| złoto   | 8 marca | 2015 | Praga       | bieg na 60 m | 7,05 s | –        | –              |
| srebro  | 2 marca | 2019 | Glasgow     | bieg na 60 m | 7,14 s | + 0,05 s | Ewa Swoboda    |

## Rekordy życiowe
- bieg na 60 metrów (hala) – 7,00 (2016) rekord Holandii
- bieg na 100 metrów – 10,81 (2015) rekord Holandii
- bieg na 150 metrów – 16,56 (2020) rekord Holandii
- bieg na 200 metrów – 21,63 (2015) rekord Europy, do 2021 był to także najlepszy wynik uzyskany w XXI wieku.
- bieg na 100 metrów przez płotki – 13,13 (2014) rekord Holandii młodzieżowców
- skok w dal – 6,78 (2014) rekord Holandii
- siedmiobój lekkoatletyczny – 6545 pkt. (2014) do 2017 rekord Holandii

10 lipca 2016 w Amsterdamie Schippers, razem z koleżankami z reprezentacji, ustanowiła aktualny rekord kraju w sztafecie 4 × 100 metrów – 42,04.